# Whitwell (Derbyshire)
Pour les articles homonymes, voir Whitwell.
Whitwell est un village et une paroisse civile du Derbyshire, en Angleterre. Il est situé dans le nord-est du comté, à une vingtaine de kilomètres au sud-est du centre-ville de Sheffield. Administrativement, il relève du district de Bolsover. Au recensement de 2011, il comptait 3 900 habitants.

## Personnalités liées
- Le joueur de snooker et de billard Joe Davis (1901-1978) est né à Whitwell.